# Bodianus insularis
Bodianus insularis Gomon & Lubbock, 1980 è un pesce di acqua salata appartenente alla famiglia Labridae.

## Etimologia
L'epiteto specifico insularis si riferisce all'areale di questa specie: fino ad adesso è unicamente stato segnalato intorno a isole della dorsale medio atlantica.

## Distribuzione e habitat
Il suo areale sembra essere limitato alle isole di Ascensione, Sant'Elena e all'Arcipelago di San Pietro e San Paolo. Nuota a profondità di circa 12 - 35 m in aree ricche di sabbia, detriti e vegetazione acquatica.

## Descrizione
Presenta un corpo compresso lateralmente, alto ed allungato, con la testa dal profilo abbastanza appuntito. La pinna dorsale e la pinna anale sono basse, lunghe e dal bordo seghettato. La pinna caudale non è biforcuta, ma può presentare i raggi esterni più allungati negli adulti. La lunghezza massima registrata è di 33 cm.
Gli esemplari giovanili sono quasi completamente gialli. Le femmine mature sono rosse scure e le loro pinne sono rossastre, con l'eccezione delle pettorali trasparenti. I maschi adulti sono di una tonalità di rosso più tendente al grigiastro e hanno le pinne pettorali di un giallo acceso. A differenza dei simili B. eclancheri e B. diplotaenia, non sviluppano la caratteristica gobba sulla fronte.

## Riproduzione
È oviparo e la fecondazione è esterna; non ci sono cure nei confronti delle uova. È inoltre una specie ermafrodita proteroginica; gli esemplari più grossi sono maschi.

## Conservazione
Questa specie viene classificata come "a rischio minimo" (LC) dalla lista rossa IUCN perché non sembra essere minacciata da particolari pericoli, ed è uno dei labridi più numerosi nel suo areale.